# 夏侯咸
夏侯咸（生卒年不详）是三国时期曹魏將領。曹魏景元四年（263年），曹魏相國司馬昭決定向蜀漢發動戰爭，派遣鍾會、鄧艾、諸葛緒兵分三路討伐蜀漢，夏侯咸隸屬鍾會麾下司馬，跟隨鍾會攻伐蜀漢。戰役中，鍾會曾命夏侯咸從劍閣出新都、大渡，攔截從劍閣撤退的姜維軍的前部。